# Robert White (geofísico)
Robert White (12 de dezembro de 1952) é um geofísico britânico, desde 1989 professor de geofísica do Departamento de Geofísica (Department of Earth Sciences) da Universidade de Cambridge, eleito membro da Royal Society (FRS) em 1994.
Recebeu a Medalha de Ouro da Royal Astronomical Society de 2018.

## Publicações

### Publicações científicas selecionadas
- White, R. & McKenzie, D. (1989). Magmatism at rift zones: The generation of volcanic continental margins and flood basalts. Journal of Geophysical Research, 94, 7685–7729.
- White, R. S., McKenzie, D. & O'Nions, R. K. (1992). Oceanic crustal thickness from seismic measurements and rare earth element inversions. Journal of Geophysical Research, 97, 19,683–19,715.
- Bown, J. W. & White, R. S. (1994). Variation with spreading rate of oceanic crustal thickness and geochemistry. Earth and Planetary Science Letters, 121, 435–449.
- White, R. S., Minshull, T. A., Bickle, M. J. & Robinson, C. J. (2001). Melt generation at very slow-spreading oceanic ridges: constraints from geochemical and geophysical data. Journal of Petrology, 42, 1171–1196.
- White, R. S., Christie, P. A. F., Kusznir, N. J., Roberts, A., Davies, A., Hurst, N., Lunnon, Z., Parkin, C. J., Roberts, A. W., Smith, L. K., Spitzer, R., Surendra, A. & Tymms, V. (2002). iSIMM pushes frontiers of marine seismic acquisition. First Break, 20, 782–786.
- White, R. S., Smallwood, J. R., Fliedner, M. M., Boslaugh, B., Maresh, J. & Fruehn, J. (2003). Imaging and regional distribution of basalt flows in the Faroe-Shetland Basin. Geophysical Prospecting, 51, 215–231.
- Harrison, A. J. & White, R. S. (2004). Crustal structure of the Taupo Volcanic Zone, New Zealand: stretching and igneous intrusion, Geophysical Research Letters, vol. 31, L13615, doi:10.129/2004GL019885.2004.
- White, R. S., et al. (2008). Lower-crustal intrusion on the North Atlantic continental margin, Nature, 452, 460–464 plus supplementary information at www.nature.com, doi:10.1038/nature06687
- White, R. S. and Smith, L. K. (2009). Crustal structure of the Hatton and the conjugate east Greenland rifted volcanic continental margins, NE Atlantic, Journal of Geophysical Research, 114, B02305, doi:10.1029/2008JB005856
- White, R. S., Drew, J., Martens,  H. R., Key, A. J., Soosalu, H. &Jakobsdóttir, S. S. (2011). Dynamicsof dyke intrusion in the mid-crust of Iceland, Earth and Planetary Science Letters, 304, 300–312, doi: 10.1016/j.epsl.2011.02.038
- Tarasewicz, J., Brandsdóttir, B., Robert S. White, R.S., Hensch, M. & Thorbjarnardóttir, B. (2012). Using microearthquakes totrack repeated magma intrusions beneath the Eyjafjallajökull stratovolcano,Iceland, Journal of Geophysical Research, 117, B00C06,doi:10.1029/2011JB008751
- Martens, H. R. & White,R. S. (2013). Triggering of microearthquakes in Iceland by volatiles released from a dyke intrusion, Geophysical Journal International, 194 (3), 1738‒1754, doi:10.1093/gji/ggt184

### Publicações científico-religiosas selecionadas
- White, Robert (2001). Science: Friend or Foe? The Church of England Newspaper, Friday 24 August 2001, p. 11 (also published on Christians in Science web site www.cis.org.uk)
- Alexander, D. & White, R. S. (2004). Beyond Belief: Science, Faith and Ethical Challenges, Lion, Oxford, 219pp.
- White, R. S. (2005). Truth in the geological sciences, in Can We Be Sure About Anything? Science, Faith and Postmodernism (ed. Denis Alexander), Apollos (an imprint of Inter-Varsity Press), Leicester, pp. 187–213.
- White, R. S. (2005). "Genesis and Creation, Truth Matters", Reform
- White, R. S. (2007). "The Age of the Earth", Faraday Paper 8 [see also Evangelicals Now, December 2002, 18].
- Spencer, Nick and White, Robert (2007). Christianity, Climate Change and Sustainable Living, SPCK, 245pp. [published in USA as Spencer, Nick, White, Robert and Vroblesky, Virginia, by Hendrickson].
- White, Robert S. (editor) (2009) Creation in Crisis: Christian Perspectives on Sustainability, SPCK, 298pp.
- Jonathan A. Moo and Robert S. White (2013) Hope in an Age of Despair: The Gospel and the Future of Life on Earth, Inter-VarsityPress, 224 pp., ISBN 978-1844748778.